# Babljak (Kolašin)
Pour les articles homonymes, voir Babljak.
Babljak (en serbe cyrillique : Бабљак) est un village du centre du Monténégro, dans la municipalité de Kolašin.

## Démographie

### Évolution historique de la population
| 1948 | 1953 | 1961 | 1971 | 1981 | 1991 | 2003 |
| ---- | ---- | ---- | ---- | ---- | ---- | ---- |
| 100  | 94   | 137  | 137  | 169  | 196  | 200  |